# Великотелковицька сільська рада
Великотелковицька сільська́ ра́да — колишній орган місцевого самоврядування в Володимирецькому районі Рівненської області. Адміністративний центр — село Великі Телковичі.

## Загальні відомості
- Великотелковицька сільська рада утворена в 1940 році.
- 05.02.1965 Указом Президії Верховної Ради Української РСР передано Великотелковицьку сільраду Дубровицького району до складу Володимирецького району.[1]
- Територія ради: 57,345 км²
- Населення ради: 1 868 осіб (станом на 2001 рік)
- Водоймища на території, підпорядкованій даній раді: річка Стир, озера Островатське, Чорне.

## Населені пункти
Сільській раді були підпорядковані населені пункти:
- с. Великі Телковичі
- с. Бишляк

## Склад ради
Рада складалася з 16 депутатів та голови.
- Голова ради: Репетуха Віталій Васильович
- Секретар ради:

### Керівний склад попередніх скликань
| ПІБ                         | Основні відомості                                                               | Дата обрання | Дата звільнення |
| --------------------------- | ------------------------------------------------------------------------------- | ------------ | --------------- |
| Охремчук Леонід Нестерович  | Сільський голова, 1954 року народження, безпартійний                            | 26.03.2006   | 31.10.2010      |
| Бондар Валентин Павлович    | Сільський голова, 1964 року народження, освіта вища, член Народної партії       | 31.10.2010   | 27.05.2012      |
| Репетуха Віталій Васильович | Сільський голова, 1962 року народження, освіта середня спеціальна, безпартійний | 27.05.2012   |                 |

Примітка: таблиця складена за даними сайту Верховної Ради України